# Zygogynum montanum
Zygogynum montanum är en tvåhjärtbladig växtart som först beskrevs av Carl Karl Adolf Georg Lauterbach, och fick sitt nu gällande namn av W. Vink. Zygogynum montanum ingår i släktet Zygogynum och familjen Winteraceae. Inga underarter finns listade.